# ديف بيلي (عازف جاز)
ديف بيلي (بالإنجليزية: Dave Bailey)‏ هو عازف جاز أمريكي، ولد في 22 فبراير 1926 في بورتسموث في الولايات المتحدة.

## وصلات خارجية
- ديف بيلي على موقع ميوزك برينز (الإنجليزية)
- ديف بيلي على موقع أول ميوزيك (الإنجليزية)
- ديف بيلي على موقع ديسكوغز (الإنجليزية)